# He’s the Greatest Dancer
He’s the Greatest Dancer ist ein Lied von Sister Sledge aus dem Jahr 1979, das von Nile Rodgers und Bernard Edwards sowohl geschrieben als auch produziert wurde. Es erschien auf dem Album We Are Family.

## Geschichte
Die Produzenten Nile Rodgers und Bernard Edwards hatten bei der Produktion des Albums We Are Family die Songauswahl auf die Bandmitglieder von Sister Sledge zugeschnitten, dabei hatten sie sich den Titelsong der LP als erste Single vorgestellt. Als Atlantic Records einen offenkundigeren Disco-Song wollten, gaben Rodgers und Edwards He’s the Greatest Dancer an Sister Sledge ab, den sie ursprünglich für Chic vorgesehen hatten. Nile Rodgers erinnerte sich, dass die Mitglieder von Sister Sledge wütend waren, als man sie gebeten hatte, die Zeile „My crème de la crème, please take me home (deutsch: Meine Crème de la Crème, bitte nimm mich mit nach Hause)“ zu singen. Für sie ließ diese Zeile die Sängerin unpassend "leicht zu haben" wirken. Stattdessen schlugen sie diese Textanpassung vor: „My crème de la crème, please don’t go home (deutsch: Meine Crème de la Crème, bitte geh nicht heim)“. Rodgers sagte, dass er und Edwards sich weigerten, diese Änderung umzusetzen. Hier ergänzte er: „Weil wir die Welt besser kennen, über die wir schreiben, während die Schwestern von Sister Sledge wohl noch nie in einer Disco dieser Zeit gewesen waren. Er (der Protagonist im Lied) würde nicht nach Hause gehen, weil er der beste Tänzer sei und dort länger bleibt als du“. Später gaben beide an, dass das Lied vielleicht nicht so gut zu den Persönlichkeiten der Schwestern gepasst habe, und das hätte daran gelegen, dass beide Parteien sich vor den Aufnahmen noch nicht getroffen hätten.
Kathy Sledge singt im Lied die Leadvocals.
Der Text des Liedes von He’s the Greatest Dancer enthält im englischsprachigen Reime wie:

„Arrogance, but not conceit
As a man, he’s complete
…
He wears the finest clothes, the best designers heaven knows, from his head down to his toes… Halston, Gucci,
Fiorucci“

„Arroganz, aber keine Einbildung.
Wie ein Mann in Vollendung
…
Er trägt die schönsten Kleider. Die besten Designer, weiß der Himmel. Ooh, von Kopf bis Fuß … Halston, Gucci,
Fiorucci“

Nile Rodgers hatte spekuliert, dass dies möglicherweise als Markenzeichen derer Texte wahrgenommen wird. Bei den Aufnahmen spielte Rodgers Gitarre, Edwards den Bass, Tony Thompson am Schlagzeug, Raymond Jones das Keyboard und Gene Orloff die Streicher.
Die Veröffentlichung der Single war am 3. Februar 1979 und das Lied entspricht den Musikrichtungen Disco, Funk, Soul und Contemporary R&B.

## Coverversionen
- 1997: Will Smith (Gettin’ Jiggy wit It)
- 2001: Tony Touch (I Wonder Why (He’s the Greatest DJ))
- 2006: Dannii Minogue